# جی‌ان‌ایکس (آلبوم)
| بررسی جمعی      | بررسی جمعی  |
| منبع            | رتبه‌بندی    |
| --------------- | ----------- |
| انی‌دیسنت‌میوزیک؟ | ۸٫۵/۱۰      |
| متاکریتیک       | ۸۷/۱۰۰      |
| بررسی انتقادی   |             |
| منبع            | رتبه‌بندی    |
| آل‌میوزیک        | 4.5/5 ستاره |
| کلش             | ۹/۱۰        |
| کانسیکوئنس      | B+          |
| Dork            | [ ۵ ]       |
| Exclaim!        | ۹/۱۰        |
| گاردین          | 4/5 ستاره   |
| ان‌ام‌ئی          | 5/5 ستاره   |
| پیست            | ۹٫۱/۱۰      |
| پیچفورک         | ۶٫۶/۱۰      |
| رولینگ استون    | 4/5 ستاره   |

جی‌ان‌ایکس (انگلیسی: GNX) ششمین آلبوم استودیویی رپر آمریکایی کندریک لمار است. این اثر به‌عنوان آلبوم غافل‌گیرانه از طریق ناشر پی‌جی‌لنگ و اینترسکوپ رکوردز در ۲۲ نوامبر ۲۰۲۴ منتشر شد. نام آلبوم به اقتباس از یکی از مدل‌های خودروی بیوک ریگال انتخاب شد و نخستین آلبوم لمار پس از جدایی از ناشران دیرینه‌اش تاپ داگ اینترتیمنت و افترمث انترتینمنت است. تهیه‌کنندگی جی‌ان‌ایکس عمدتاً بر عهدهٔ سان‌ویو و جک آنتونوف بود.
جی‌ان‌ایکس با استقبال گسترده منتقدان مواجه شد و در رتبه اول جدول فروش بیلبورد ۲۰۰ ایالات متحده قرار گرفت و پنجمین آلبوم نامبروان لمار شد. این آلبوم همچنین در کشورهای متعددی از جمله کانادا، هلند، سوئد، استرالیا، دانمارک و بریتانیا در صدر جدول قرار گرفت و در لهستان، نیجریه، فرانسه و مجارستان جزء پنج آلبوم برتر بود. این آلبوم با انتشار سه تک‌آهنگ پشتیبانی شد. لامار و سیزا در سال ۲۰۲۵ برای تبلیغ بیشتر این آلبوم، تور کنسرتی برگزار کردند.